# Liste von Persönlichkeiten der Stadt Olbernhau
Die Liste der Persönlichkeiten der Stadt Olbernhau enthält Personen, die in der Geschichte der im sächsischen Erzgebirgskreis gelegenen Stadt Olbernhau eine bedeutende Rolle gespielt haben. Es handelt sich dabei um Persönlichkeiten, die hier oder in den eingemeindeten Ortsteilen geboren sind, hier gewirkt haben oder denen die Ehrenbürgerschaft verliehen wurde.
Für die Persönlichkeiten aus den nach Olbernhau eingemeindeten Ortschaften siehe zusätzlich auch die entsprechenden Ortsartikel.

## Ehrenbürger
- 1991: Paul Roder (1902–1993), Lehrer, Ortschronist von Olbernhau
- 2006: Werner Fischer, Bäcker, Ortschronist (* 28. Oktober 1919 in Niederneuschönberg; † 5. März 2007 in Olbernhau)[1]
- 2011: Ludwig Fink, Bürgermeister der Partnerstadt Stadtbergen[2]

- 2019: Steffen Laub, Bürgermeister von Olbernhau von 1990 bis 2015[3]

## Söhne und Töchter der Stadt
- Johann Samuel Endler (1694–1762), Komponist, Hofkapellmeister in Darmstadt
- Curt Adolph Dietrich von Schönberg (1749–1799), Erb-, Lehn- und Gerichtsherr von Pfaffroda, geboren in Pfaffroda
- Karl Wilhelm Gebert (1811–1875), Jurist und Politiker, MdR, MdL (Königreich Sachsen)
- Ewald von Kleist (1825–1877), Politiker, Landrat, Reichstags- und Landtagsabgeordneter
- Moritz Brand (1844–1927), sächsischer Landesscharfrichter, geboren in Pfaffroda
- Hermann Kretzschmar (1848–1924), Musikwissenschaftler und -schriftsteller
- Oskar Trinks (1873–1952), Politiker (SPD), badischer Landtagsabgeordneter, Mitglied der Weimarer Nationalversammlung, geboren in Dörnthal
- Alfons Diener von Schönberg (1879–1936), Familien- und Heimatforscher, Besitzer von Schloss Pfaffroda mit Dörnthal sowie Kreisjägermeister, geboren in Pfaffroda
- Martin Frommhold (1880–1933), deutscher Jurist, Bürgermeister und Abgeordneter, geboren in Dörnthal
- Georg Meyer (1880–1943), deutscher Jurist und Ministerialbeamter
- Kurt Schatter (1881–1962), Volksschullehrer, sozialdemokratischer Widerstandskämpfer gegen den Nationalsozialismus, Schulreferent, Abgeordneter des Deutschen Volksrates und der Volkskammer der DDR und VVN-Aktivist
- Gisela Wilke (1882–1958), Burgschauspielerin in Wien
- Bruno Müller (1883–1960), Widerstandskämpfer
- Albin Hunger (1886–1958), Fabrikant, Oberbürgermeister der Stadt Hildesheim
- Friedrich Franz (1889–1969), Ingenieur
- Karl-Ewald Fritzsch (1894–1974), Volkskundler und Pädagoge, geboren in Hallbach
- Gerhard Fischer (1896–1945), Widerstandskämpfer gegen das Naziregime
- Karl Horn (1898–1977), Reichstagsabgeordneter (NSDAP), geboren in Rothenthal
- Werner Schingnitz (1899–1953), Philosoph
- Bruno Biedermann (1904–1953), Politiker (NSDAP) und SA-Führer, geboren in Dörnthal
- Heinz Wagner (1912–1994), evangelischer Theologe, 1945–83 Rundfunkprediger zunächst im „Sender Leipzig“ und später in „Radio DDR“, 1961–78 Professor für Praktische Theologie an der Universität Leipzig
- Siegfried Schönherr (1915–1989), Tierarzt, Mitglied des Abgeordnetenhauses von Berlin, geboren in Haselbach
- Johannes Nitsche (1925–2006), deutsch-amerikanischer Mathematiker
- Klaus Riebe (1927–2019), Agrarwissenschaftler und Hochschullehrer
- Werner Kaden (* 1928), Musikwissenschaftler
- Hans-Jürgen Zobel (1928–2000), evangelischer Theologe, Landtagsabgeordneter, Rektor der Universität Greifswald
- Siegfried A. Weinhold (* 1930), Sachverständiger und Autor
- Werner Spickenreuther (1930–2015), Lehrer und Heimatforscher
- Siegfried Bräuer (1930–2018), evangelischer Theologe und Historiker, geboren in Oberneuschönberg
- Ludwig Eberlein (* 1931), Ingenieur und Hochschullehrer
- Helmut Flade (1928–2003), Holzgestalter und Designer
- Klaus Hartung (1940–2020), Journalist und Autor
- Horst-Joachim Rahn (* 1944), Betriebswirt, Pädagoge und Fachbuchautor
- Heiner Sandig (* 1945), Pfarrer, Politiker (CDU) und Sächsischer Ausländerbeauftragter, geboren in Niederneuschönberg
- Helga Seidler (* 1949), Leichtathletin, geboren in Oberneuschönberg
- Joachim Käschel (* 1951), Wirtschaftswissenschaftler
- Heinz-Peter Haustein (* 1954), Unternehmer, Politiker (FDP, MdB 2005–13, Bürgermeister 2015–22)
- Lutz Martin (* 1954), vorderasiatischer Archäologe
- Andreas Martin (* 1956), Kettensägenschnitzer und Revierförster
- Konrad Auerbach (* 1958), Kunsthistoriker
- Michael Braun (* 1958), Fußballspieler
- Hans Richter (1959–2023), Fußballspieler
- Gudrun Oltmanns (1959–2001), Künstlerin
- Tino Günther (* 1962), Politiker (FDP)
- Gesine Oltmanns (* 1965), Bürgerrechtlerin

## Persönlichkeiten mit Bezug zu Olbernhau und den Ortsteilen
- Elias Pistorius (1590–1664), lutherischer Theologe, Prediger, Pastor und Rektor in Olbernhau
- Augustus Rohdt (1596–1652), Montanunternehmer und Faktor der Saigerhütte Grünthal
- Adolph Lange (1815–1898), Unternehmer und Politiker, Besitzer des Kupferhammers Grünthal
- Oskar Schanz (1868–1920), Jurist und konservativer Politiker, erster Bürgermeister von Olbernhau, MdL (Königreich Sachsen)
- Max Krause-Kiederling (1882–1962), Maler und Grafiker, lebte seit 1945 in Olbernhau
- Felix Mehlhorn (1891–1977), Tischler, Schnitzer und Volkskünstler
- Erich Lang (1895–1940), Heimatdichter
- Engelbert Zaschka (1895–1955), Oberingenieur, Erfinder und Hubschrauberpionier; lebte zu Beginn der 1920er Jahre in Olbernhau
- Willy Flößner (1898–1979), Florist, starb in Olbernhau
- Erwin Günther (1909–1974), erzgebirgischer Mundartsprecher, lebte ab 1956 in Olbernhau
- Edmund Pech (1921–1993), Unternehmer und Politiker (LDPD)
- Hanns-Heinz Kasper (1925–1999), Kommunalpolitiker, Wirtschaftshistoriker und Museologe, erforschte Geschichte der Saigerhütte Grünthal
- Hermann Flade (1932–1980), Politikwissenschaftler und DDR-Oppositioneller
- Ilka Otte (* 1942; †) Holzgestalterin